# Ressources naturelles Canada
Ressources naturelles Canada (RNCan) est un ministère fédéral canadien voué à la gestion des ressources naturelles. Il a été créé en 1995 par la fusion du ministère de l'Énergie, des Mines et des Ressources avec celui des Forêts. Ce ministère voit au développement responsable des ressources comme les mines, l'énergie sous toutes ses formes et la forêt, en collaboration avec ses homologues provinciaux et territoriaux. 
RNCan élabore ainsi des politiques et des programmes qui renforcent la contribution du secteur des ressources naturelles à l’économie et améliorent la qualité de vie des Canadiens. Son expertise scientifique sert à obtenir et maintenir des bases de données servant aux chercheurs et à l'industrie. Entre autres, le ministère collabore avec des scientifiques des États-Unis et du Mexique, ainsi qu'avec la Commission de coopération environnementale, pour produire l'Atlas environnemental de l'Amérique du Nord (en).

## Portefeuille
Le portefeuille de Ressources naturelles Canada est composé de sept entités :
- l’Administration du pipe-line du Nord ;
- l’Office de répartition des approvisionnements d’énergie ;
- la Commission canadienne de sûreté nucléaire ;
- Énergie atomique du Canada Limité ;
- la Régie de l’énergie du Canada ;
- l’Office Canada-Terre-Neuve-et-Labrador des hydrocarbures extracôtiers ;
- l’Office Canada-Nouvelle-Écosse des hydrocarbures extracôtiers.